# Andy Rankin
Andy Rankin, diminutivo di Andrew George Rankin (Bootle, 11 maggio 1944 – 21 agosto 2023) è stato un calciatore inglese, di ruolo portiere.

## Carriera
Rankin dopo aver giocato nelle giovanili dell'Everton esordisce nella prima squadra delle Toffees (e contestualmente anche tra i professionisti) nella stagione 1963-1964 quando, all'età di 19 anni, disputa 20 partite nella prima divisione inglese; l'anno seguente, pur non essendo titolare fisso del club di Liverpool, disputa poi ulteriori 22 partite in campionato e 4 partite in Coppa delle Fiere, competizione nella cui edizione 1965-1966 gioca altre 3 partite, a cui aggiunge 9 presenze nella First Division 1965-1966. Dopo ulteriori 6 presenze in campionato durante la stagione 1966-1967, non disputa ulteriori partite di campionato fino alla stagione 1970-1971, che di fatto è sia la sua ultima nell'Everton (gioca 29 partite in campionato e 5 partite in Coppa dei Campioni) sia la sua ultima nel club, dato che nell'estate del 1971 viene ceduto al Watford, club di seconda divisione.
La sua prima stagione con gli Hornets si conclude con una retrocessione in terza divisione, categoria in cui gioca fino al 1975, quando il club retrocede in quarta divisione. Gioca in tale categoria fino alla stagione 1977-1978, conclusasi con la vittoria del campionato, che è peraltro il preludio del periodo con i risultati più positivi nella storia del club, che nella stagione 1978-1979 conquista una promozione dalla seconda alla terza divisione e raggiunge per la prima volta nella sua storia la semifinale di Coppa di Lega. Negli anni seguenti il club arriverà anche in prima divisione e parteciperà alla Coppa UEFA, risultati a cui comunque Rankin non contribuisce in modo diretto dato che nel 1980, dopo 329 presenze in incontri di campionato, viene ceduto all'Huddersfield Town, con cui gioca fino al 1982 disputando in totale 79 partite in terza divisione con i Terriers per poi all'età di 38 anni ritirarsi.
In carriera ha giocato complessivamente 455 partite nei campionati della Football League.

## Palmarès

### Club

#### Competizioni nazionali
- Campionato inglese: 1

Everton: 1969-1970
- Coppa d'Inghilterra: 1

Everton: 1965-1966
- FA Charity Shield: 2

Everton: 1963, 1970
- Campionato inglese di quarta divisione: 1

Watford: 1977-1978